# میخایلو کوخان
میخایلو کوخان (اوکراینی: Михайло Сергійович Кохан؛ زادهٔ ۲۲ ژانویهٔ ۲۰۰۱) پرتاب‌گر چکش اهل اوکراین است.
وی در مسابقات کشوری و بین‌المللی در مجموع برندهٔ ۲ مدال برنز شده است.